# Estaleiro da Bahia
O Estaleiro da Bahia S.A (EBASA) é um empreendimento em execução pelo consórcio formado entre OAS, Setal e Piemonte, no distrito de São Roque do Paraguaçu, na Baía de Todos-os-Santos.
Esse estaleiro baiano faz parte do processo de retomada por meio da desconcentração da indústria naval brasileira, na qual também estão incluídos o também baiano de Maragogipe Estaleiro Enseada do Paraguaçu (EEP), o alagoano Estaleiro Eisa Alagoas, o pernambucano Estaleiro Atlântico Sul, o amazonense Estaleiro da Amazônia.
A ser fianciado pelo Fundo da Marinha Mercante, o estaleiro se concentrará na construção de sondas de perfuração, plataformas de produção, navios petroleiros e de apoio às plataformas petrolífera e naval (PSV e AHTS) e terá a capacidade de produção de 110 mil toneladas de aço ao ano, além da geração de cerca de cinco mil empregos diretos.
O EBASA junto ao EEP e ao Estaleiro São Roque do Paraguaçu formam o Polo da Indústria Naval da Bahia, que abrange os municípios de Maragogipe e Saubara, e ainda receberá também investimentos da TWB Bahia, a qual opera o sistema de ferry-boats entre Salvador e a Ilha de Itaparica.
Em janeiro de 2015 o estaleiro já tinha 82% das obras concluídas, mas os serviços de construção foram paralisados face a inadimplência da empresa Sete Brasil.